# Route nationale 772
Die Route nationale 772, kurz RN 772 oder N 772, war von 1933 bis 1973 eine französische Nationalstraße, die zwischen der N163 im westlichen Châteaubriant und Ploërmel verlief. Ihre Länge betrug 91,5 Kilometer.